# Wolfgang Brandstetter (Autor)
Wolfgang Brandstetter (* 16. Januar 1985 in Wien) ist ein österreichischer Drehbuchautor. Er studierte TV- und Filmproduktion an der Donauuniversität Krems und erlangte 2007 den Abschluss „Master of Arts“. Seitdem ist er als Drehbuchautor tätig.

## Filmografie
- 2009: Wer hat Angst vorm schwarzen Mann?
- 2010: Die geerbte Familie
- 2011: Alles außer Liebe
- 2012: Medcrimes
- 2013: Tod in den Bergen
- 2017: Mord in bester Gesellschaft – Winters letzter Fall
- seit 2018: Meiberger – Im Kopf des Täters (Fernsehserie)
- seit 2018: Die Inselärztin (Fernsehreihe)
  - 2018: Neustart auf Mauritius
  - 2018: Notfall im Paradies
  - 2019: Das Geheimnis
  - 2019: Die Entscheidung
  - 2020: Die Mutprobe
  - 2020: Das Rätsel
- 2021: Meiberger – Mörderisches Klassentreffen (Fernsehfilm)

## Publikationen
- 2019: Perchtenjagd: ein Meiberger-Krimi, gemeinsam mit Maja Brandstetter, Servus bei Benevento Publishing, Red Bull Media House, Salzburg 2019, ISBN 978-3-7104-0233-3[2]